# Bir Hasu
Bir Hasu (arab. بئر حسو) – wieś w Syrii, w muhafazie Aleppo, w dystrykcie Ajn al-Arab. W 2004 roku liczyła 713 mieszkańców.